# Livre d'heures de Maastricht
Le livre d'heures de Maastricht ou livre d'heures de Maestricht est un livre d'heures enluminé du premier quart du XIVe siècle, probablement réalisé dans les environs de Liège, avec un calendrier des saints à usage du diocèse de Liège. Il est conservé à la British Library. Le manuscrit est célèbre pour ses marges richement décorées avec de nombreuses scènes avec des animaux.

## Description codicologique
Le manuscrit est composé de 273 folios en parchemin de 95 × 70 mm. Il y a 12 pages de garde en papier moderne, 6 à l'avant et 6 à l'arrière. Le bloc de texte mesure 50 × 30 mm. Le texte est écrit dans une colonne de 13 lignes par page. La partie en latin est écrit en littera textualis. Le livre d'heures contient également quelques prières en français.

## Histoire
Le manuscrit provient probablement du pays mosan (région de Liège). Il aurait été commandé par une dame de l'aristocratie qui est probablement représentée à plusieurs endroits du manuscrit (f18r, f130v, f140r, f157v et f256r). Le nom « Livre d'heures de Maastricht » reste énigmatique. Si le calendrier contient certes des saints typiques de la région Meuse-Rhin, il manque des fêtes importantes spécifiques à Maastricht, tels que la translation de saint-Servais (7 juin) et la fête des fondateurs de l'église Monuphe et Gondulphe (16 juillet).
Cependant, ces absences ne seraient pas surprenantes si le livre d'heures appartenait au chapitre de Notre-Dame, en raison de la rivalité entre le chapitre de Saint-Servais et celui de Notre-Dame.
Le manuscrit est traçable depuis la fin du XVIIIe siècle, lorsqu'il entre en possession du premier duc de Buckingham et Chandos de Stowe House (près de Buckingham). Le deuxième duc le vend à Lord Ashburham en 1849, et en 1883, il est acquis, avec 1 084 autres manuscrits de la collection Stowe, par le British Museum.

## Contenu
- 2v-13r : Calendrier des saints
- 18r-139r : Petit office de la Sainte Vierge
- 140r-157r : Psaumes pénitentiels
- 158r-172v : Cantiques des degrés
- 172v-187r : Litanies de tous les saints
- 188r-254r : Office des morts
- 256r-273r : Diverses prières en français

### Calendrier

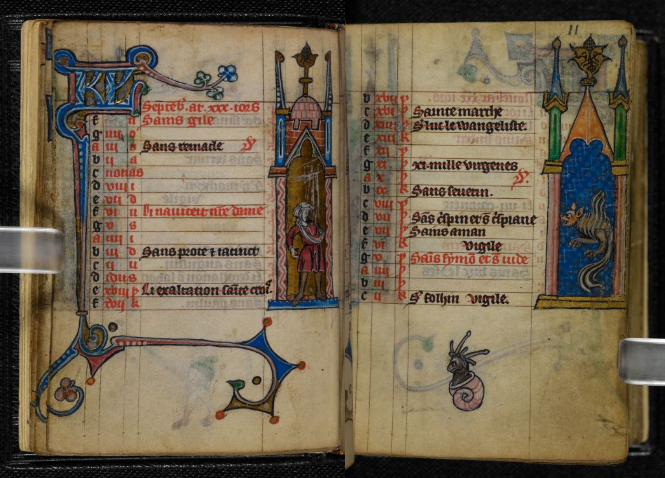
Deux pages du calendrier des saints. Il manque un folio entre f10v (septembre) et f11r (octobre). On y reconnaît des saints typiques de la région Meuse-Rhin : Remacle (3 septembre), Séverin (23 octobre) et Amand (26 octobre).

Le livre d'heures comporte un calendrier enluminé avec deux pages pour chaque mois. Le folio de la seconde quinzaine de septembre et de la première quinzaine d'octobre manquent. Les pages du calendrier comportent quatre colonnes. Dans la première, on retrouve la lettre du dominicale, le deuxième et le troisième indiquent le jour du mois exprimé en ides, nonen et calendes. La quatrième colonne contient les fêtes fixes et les fêtes des saints.
Chaque page comporte un décor architectural dans la marge droite avec une figure illustrant les travaux du mois au verso et une image du signe du zodiaque du mois au recto. En raison du folio manquant, il n'y a pas de dessin du signe du zodiaque de septembre (Balance) ni de travail du mois d'octobre. Des drôleries ont été ajoutées dans la marge inférieure du verso, comme un singe qui file pour le mois de mars. Les initiales « KL » se terminent par des ornements qui remplissent toute la marge. L'or était largement utilisé pour l'enluminure du calendrier.

### Petit office de la Sainte Vierge
Les Heures mariales sont précédées de cinq miniatures en pleine page. Toutes les miniatures sont placées dans un cadre architectural avec des médaillons aux angles représentant des personnages ou des anges. La feuille d’or a également été généreusement utilisée dans ces miniatures. On voit successivement :
- f13v : Sainte Catherine et sainte Agnès avec des personnages masculins tenant des rouleaux dans les médaillons
- f14v : Deux saintes, peut-être sainte Agathe et sainte Apollonie, entourées d'anges jouant de la musique dans les médaillons
- f15v : La naissance du Christ avec des anges jouant la musique dans les médaillons
- f16v : L'annonce aux bergers avec le messager dans le médaillon supérieur gauche et des hommes avec des parchemins dans les autres médaillons.
- f17v : L'Adoration des Mages avec des quadrilobes au lieu de médaillons. Les quadrilobes représentent des anges jouant de la musique.

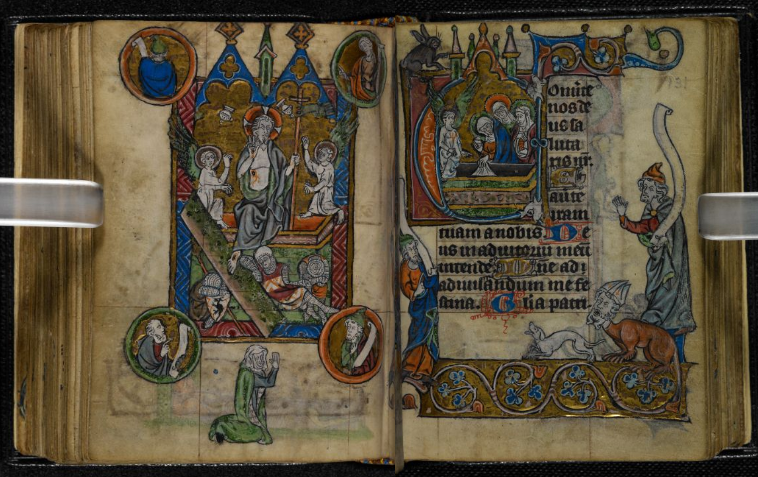
Double page aux complies (f130v-f131r). À gauche la résurrection, à droite les trois Maries. En bas à gauche peut-être un portrait du propriétaire du livre de prières. À droite deux hommes avec des parchemins (prophètes ?), un chien et un chien à tête d'évêque.

Les Heures mariales elles-mêmes s'ouvrent sur une initiale enluminée de 10 lignes de hauteur, ornée d’une Vierge à l'Enfant. Les autres heures de prière sont toujours précédés d'une miniature en pleine page représentant une scène de la Passion du Christ au verso de la page. L'initiale de début côté recto (d'une hauteur de 7 à 8 lignes) est toujours enluminée, tout comme les miniatures illustrant les scènes du récit de la Passion. À la page avec l’initiale enluminée, on trouve toujours une bordure architecturale avec des saints ou d’autres personnages, et le côté recto est fermé en bas par une bordure ornée de motifs floraux et de médaillons, parfois liés à d’autres représentations. De plus, des figures isolées ou des grotesques sont parfois ajoutées dans les marges. Les Heures mariales contiennent les miniatures et les initiales suivantes :
- f18r : Matines : Initiales (10 lignes) avec la Vierge à l'Enfant
- f52v-f53r : Laudes : Miniature avec l'arrestation du Christ et initiale avec la dérision du Christ
- f71v-f72r : Prime : Miniature avec le Christ devant Anne et Caïphe et initiale avec Ponce Pilate se lavant les mains (dans l'innocence)
- f88v-f89r : Tierce : Miniature avec la flagellation du Christ et dans l'initiale le Christ dépouillé de ses vêtements et moqué
- f98v-f99r : Sexte : Miniature avec le port de croix et dans l'initiale le Christ est dépouillé de son vêtement supérieur
- f107v-f108r : None : Miniature avec la crucifixion avec, dans les médailles, les symboles des quatre évangélistes. Dans l'initiale enluminée, deux hommes avec une échelle se préparant à la descente de la croix.
- f116v-f117r : Vêpres : Miniature avec la descente de croix avec à nouveau les symboles des évangélistes dans les médaillons. Dans l'initiale le lavage et l 'embaumement du corps du Christ sont représentés.
- f130v-f131r : Complies : Dans la miniature, la résurrection du Christ et dans l'initiale les trois Maries au tombeau vide.

### Autres parties

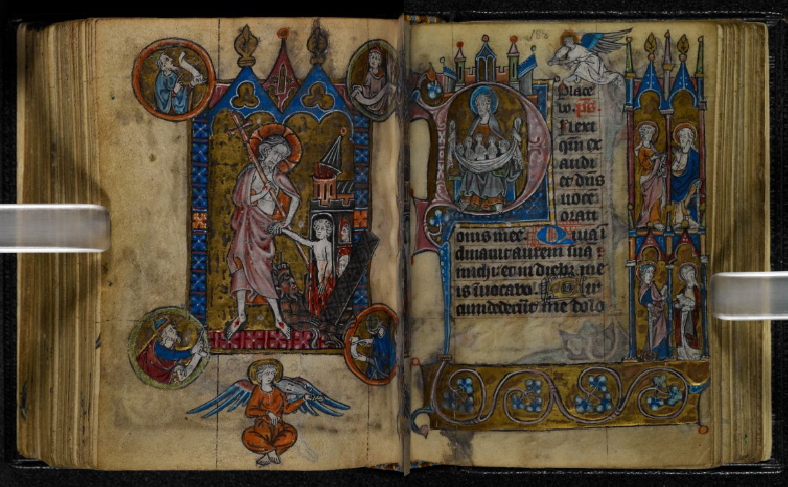
Double page à l'Office des Morts (f187v-f188r) : Christ dans les limbes et âmes dans le sein d'Abraham.

Dans les parties suivantes du Livre d'heures, des miniatures en pleine page sont à nouveau utilisées, parfois accompagnées d'une initiale enluminée, pour introduire les différents textes.
- f139v-f140r : Psaumes pénitentiels : Miniature avec une représentation du Noli me tangere. Dans l'initiale, une femme bénie
- f157v : Cantiques des degrés : Miniature avec une femme (peut-être la commanditaire) en prière devant un crucifix entourée d'anges jouant de la musique dans les médaillons. Pas d'initiale
- f187v-f188r : Office des morts : Miniature du Christ visitant les limbes de l'enfer et en initiale une représentation des âmes reposant dans le « sein d'Abraham ».
- f255v-256r : Les prières en français sont précédées d'une miniature retraçant la vie de Théophile d'Adana, qui aurait conclu un pacte avec le diable. L'initiale montre un homme en prière.

## Décoration de marge
Outre les miniatures décrites et les initiales enluminées, on trouve de nombreuses initiales décorées et habitées de trois lignes de hauteur ainsi que des petites lettres capitales d'une ligne de hauteur, colorées et souvent ornées de motifs de fleurons. Presque toutes les grandes initiales (trois lignes) se développent en une décoration marginale exubérante, généralement habitée par des animaux et des créatures fantastiques. Les pages sur lesquelles aucune grande initiale n'est peinte présentent tout de même un décor marginal abondant avec des thèmes très divers, allant du religieux au scabreux (drôleries), dans lesquels les animaux jouent souvent un rôle central. Sur la page 243v, un âne actionne une catapulte pour lancer des pierres tandis que des chiens attaquent un château occupé par des singes. Sur la page 240r, un singe capture des humains avec un filet à oiseaux. Sur la page 51r, une dame consulte un médecin-singe tandis que sur la 59r un couple amoureux se trouve dans le jardin. Enfin sur la page 62r, une dame converse avec un singe élégant.
Chaque page présente des scènes et personnages différents. Même dans des miniatures sérieuses, comme la flagellation du Christ, se trouve dans la marge inférieure un singe.
Grâce aux nombreuses illustrations, le manuscrit fournit une mine d'informations sur les instruments de musique médiévaux, les armes et la guerre, l'agriculture, la chasse, les activités artisanales, les vêtements et bien d’autres aspects de la vie médiévale.

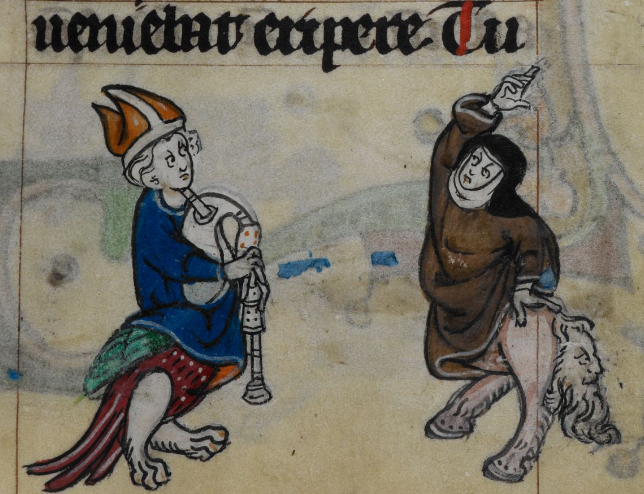
Évêque jouant de la musique et religieuse dansante, tous deux avec des corps d'animaux (f49r)
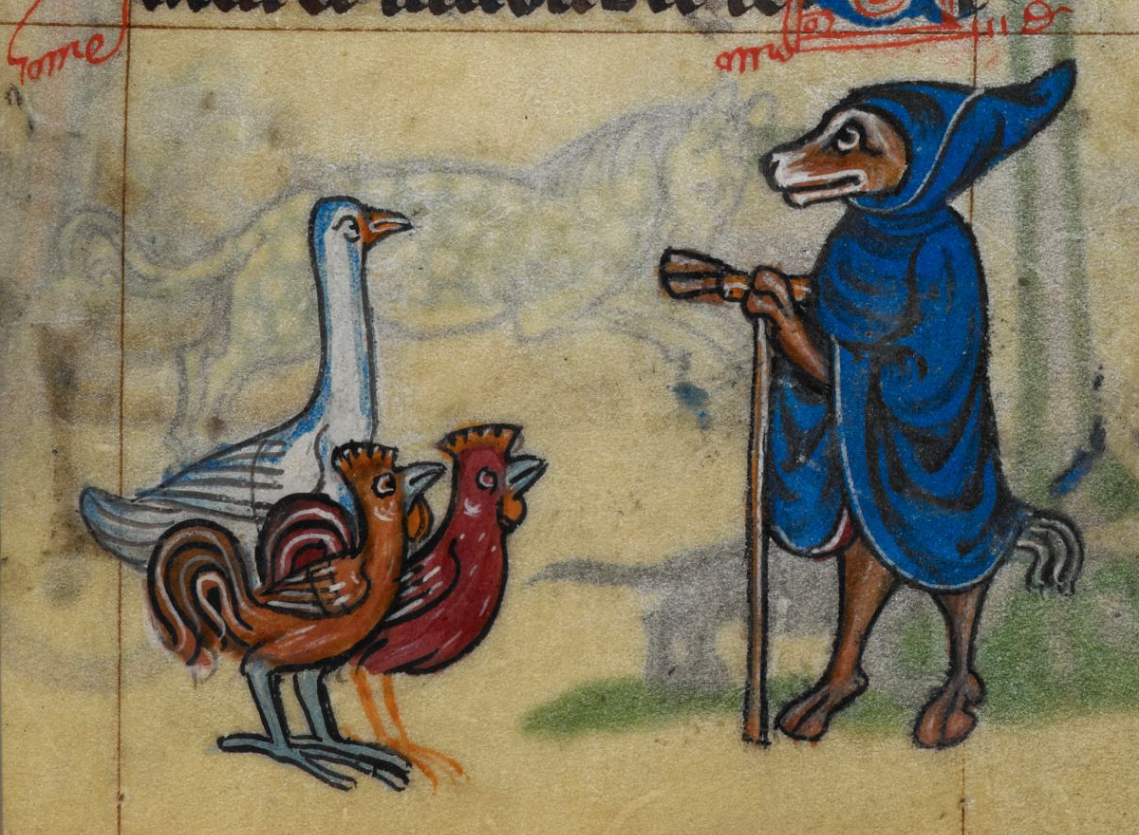
Le renard prêchant aux oies (f84r)
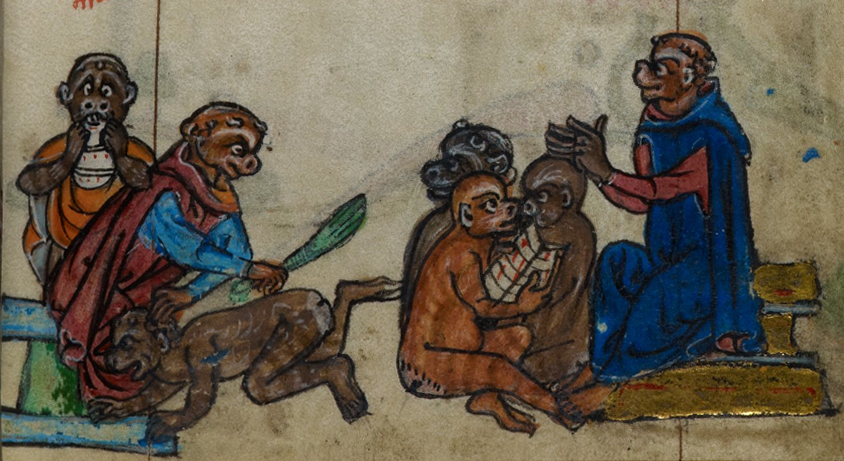
L'école des singes (f109r)
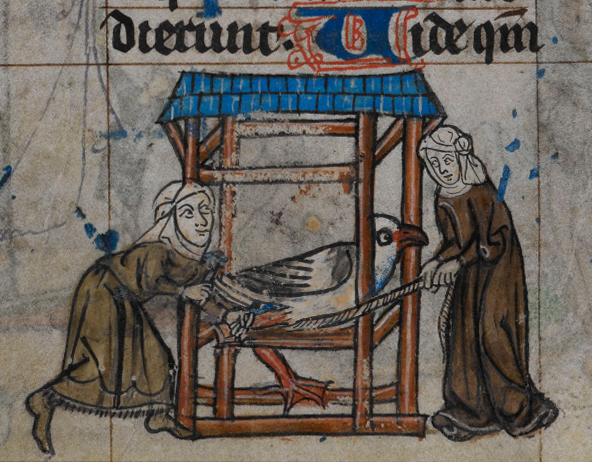
Femmes ayant capturé un grand oiseau (f112v)